# Louis-Alexandre de Launay
Emmanuel Henri Louis Alexandre de Launay, conde de Antraigues (Montpellier, 25 de dezembro de 1753 — Barnes, Londres, 22 de julho de 1812) foi um panfletário, diplomata, espião, e aventureiro político francês durante a Revolução Francesa e as Guerras Napoleônicas.

## Juventude e Revolução
Na idade de catorze anos, Antraigues ingressou no exército. Inicialmente, um membro da Garde du Corps no Palácio de Versalhes, posteriormente se tornou capitão do Regimento de Cavalaria Real de Piemonte. Aos poucos, porém, foi ficando insatisfeito com a vida militar à medida que se familiarizou com as principais ideias do Iluminismo. Em 1770, conheceu Jean-Jacques Rousseau e iniciou uma relação com ele que durou até a morte de Rousseau. Mais tarde, em 1776, passou vários meses em Ferney com Voltaire. Imbuído dos ideais democráticos desses mentores, Antraigues renunciou à sua carreira militar em 1778. Logo depois, acompanhou seu tio, François-Emmanuel Guignard de Saint-Priest, o embaixador francês para o Império Otomano, até Constantinopla. No final do ano, fez uma excursão para conhecer o Egito. Em 1779, iniciou sua viagem de volta para casa, visitando as cidades de Varsóvia, Cracóvia e Viena.
Em seu retorno a Paris, entrou para o círculo de pensadores e artistas, onde fez amizade com os futuros revolucionários Nicolas Chamfort e Mirabeau.
Inicialmente um firme defensor da Revolução Francesa, Antraigues publicou Mémoire sur les États Généraux ("Dissertação sobre os Estados Gerais") em 1788. Nela, ele foi um dos primeiros a identificar o Terceiro Estado como "a nação". Em uma famosa passagem escreveu:

"O Terceiro Estado é o Povo e o Povo é o fundamento do Estado; é de fato o próprio Estado... É no povo que reside todo o poder nacional e é para o Povo que todos os Estados existem".
Em 1789, foi eleito deputado para os Estados Gerais pela noblesse, de Vivarais. Embora se opusesse à criação da Assembleia Nacional, ele fez o Juramento do Jogo da Péla e, posteriormente, juntou-se à Assembleia Nacional Constituinte. Mais tarde, porém, abandonou seus princípios revolucionários quando Versalhes foi invadido por uma multidão enfurecida de Paris em 5 de outubro de 1789. Horrorizado com a recente morte da Rainha Maria Antonieta, a quem havia rumores de que ele tentou em vão seduzir anos antes, repentinamente mudou sua visão completamente, tornando-se um defensor da monarquia Bourbon. Logo se tornou parte de um plano do Marquês de Favras para ajudar a fuga da família real do Palácio das Tulherias em Paris, onde eles tinham sido forçados a se mudar pela multidão que atacou Versalhes. Em dezembro, Favras foi preso, e Antraigues foi delatado. Em fevereiro de 1790, após Favras ter sido executado, Antraigues fugiu da França e se tornou um émigré.

## Diplomata, conspirador, e espião
Fugiu inicialmente para Lausanne, Suíça, onde foi logo seguido por sua amante, Madame de Saint-Huberty, uma das cantoras de ópera favoritas de Maria Antonieta. Eles se casaram e se mudaram para a Itália, onde um filho nasceu. Na República de Veneza, tornou-se attaché para a embaixada espanhola, e depois para a legação russa. Em 1793, se tornou agente secreto para o conde de Provença, o futuro Rei Luís XVIII. Quando a Provença mudou sua corte no exílio para Verona, uma cidade controlada pelos venezianos, Antraigues atuou como seu ministro da polícia. O governo veneziano mais tarde expulsou Luís XVIII do seu território em 1796, como consequência direta das ameaças da França, mas Antraigues permaneceu em Veneza.
Porém, foi forçado a partir, quando o Diretório francês invadiu a Itália em 1797. Viajando com o embaixador russo para Veneza e sua comitiva que tentavam fugir, Antraigues foi preso em Trieste por tropas francesas, que em seguida o transportou junto com sua família para Milão. Lá, Antraigues foi interrogado por Napoleão Bonaparte. Quando Napoleão examinou os documentos pessoais de Antraigues, que tinham sido confiscados, descobriu que entre eles estavam notas sobre uma entrevista de 1796 que Antraigues tinha tido com um espião supostamente contra-revolucionário, o conde de Montgaillard, que foi buscar o dinheiro de Antraigues para financiar futuras intrigas. Na entrevista, Montgaillard detalhou suas negociações anteriores com o general Jean-Charles Pichegru sobre a traição da República Francesa. Apesar desta descoberta e estar sob prisão domiciliar, Antraigues e sua família conseguiram fugir para a Áustria.
Logo depois, Luís XVIII o demitiu como agente secreto porque temia que Antraigues tivesse voluntariamente divulgado as negociações de Pichegru e outros segredos realistas para Napoleão em troca de sua liberdade. Provavelmente, a fuga foi devido à intervenção da mulher aristocrática de Napoleão, Josefina de Beauharnais, que admirava as habilidades de canto da mulher famosa de Antraigues. A experiência amargurou grandemente Antraigues com respeito a Luís XVIII. Em 1798, ele alegou que Malesherbes, o último advogado de Luís XVI, confiou-lhe documentos escritos pelo Rei pouco antes de sua execução, afirmando que seu irmão, o futuro Luís XVIII, havia traído a causa real por ambição pessoal e só por isso não deveria sucedê-lo no trono.
Pelos próximos cinco anos, Antraigues e sua família viveram em Graz e Viena com um subsídio oferecido pelo czar Paulo I da Rússia. Em Viena, se tornou amigo do Príncipe de Ligne e do Barão Gustav Armfelt, o embaixador da Suécia para o Sacro Império Romano.
Em 1802, o czar Alexandre I da Rússia enviou-o como um attaché russo para Dresden, a capital do Reino da Saxônia, mas em 1806 ele publicou um panfleto violento contra Napoleão e o Império francês, e foi expulso pelo governo saxão. Foi então para Londres, onde desenvolveu uma estreita relação com George Canning, o secretário de Relações Exteriores britânico, e o Duque de Kent, um dos filhos do Rei Jorge III. Sempre se acreditou que Antraigues foi o agente secreto que revelou os artigos secretos do Tratados de Tilsit para o gabinete britânico, mas seu biógrafo, Leonce Pingaud, contesta isso. Na Inglaterra, tornou-se também íntimo dos companheiros émigrés, Charles François Dumouriez e o duque d'Orléans (futuro rei Luís Filipe dos franceses).
Em 1812 ele e sua esposa foram assassinados com um estilete em sua casa de campo em Barnes Terrace por um empregado italiano, a quem tinham demitido. Nunca ficou estabelecido se o assassinato foi cometido por motivos particulares ou políticos. Alguns alegaram que o motivo por trás dos assassinatos era simplesmente o fato de que a esposa de Antraigues tratava mal seus empregados. Outros viram mais sinistras maquinações políticas no fato. Napoleão e Luís XVIII tinham motivos de sobra para querer Antraigues fora de cena.
Ao longo de seu longo exílio (1790-1812), Antraigues publicou uma série de panfletos (Des monstres ravagent partout, Point d'accommodement, etc.) contra a Revolução Francesa e Napoleão.